# 補綴科
補綴科（ほてつか）は、歯冠や歯の欠損を、義歯、クラウン、ブリッジなどの人工物を用いて修復することを中心とする診療科である。また、エピテーゼといった顎顔面補綴を行うところもある。
歯科大学や歯学部の附属病院に設置されているが、医療法で規定された標榜科ではないため、「補綴科」として広告することができない。
なお本来「補綴」という言葉の意味は、体のどこでも、欠損した部位を人工物で補うというもので、歯科に限ったものではない。また、「補綴」という言葉の意味や漢字が一般に浸透しにくいため、補綴歯科学会内で「歯科整形外科」といった言葉に直した方がいいのではないかと提案されたことがある。